# Parisis poindimia
Parisis poindimia is een zachte koraalsoort uit de familie Parisididae. De koraalsoort komt uit het geslacht Parisis. Parisis poindimia werd in 1999 voor het eerst wetenschappelijk beschreven door Grasshoff. 